# Estación Zárate (Mitre)
Zárate es una estación de tren ubicada en la ciudad argentina de Zárate, en la provincia de Buenos Aires. Forma parte de la línea Buenos Aires - Rosario, del Ferrocarril General Bartolomé Mitre.

## Servicios
Es la estación terminal del servicio suburbano que realiza el recorrido entre Villa Ballester - Zárate.
Bajo la concesión de TBA el ramal hacia Zárate tuvo 16 servicios diarios. , con trenes en muy mal estado (ya que más de uno le faltaban vidrios en las ventanillas).
En la actualidad, bajo la órbita de Trenes Argentinos, todos los trenes se encuentran en buen estado, limpios, con todos sus vidrios, cuentan con seguridad de PFA que viaja en uno de los coches en todo el recorrido. Los servicios de trenes que llegan a la estación son 10 servicios diarios de ida y 10 servicios de vuelta (con frecuencia de 23 minutos), los días de semana. Los sábados, también 10 servicios de ida y 10 servicios de vuelta, pero con frecuencia de una hora y media entre tren. Y los domingos, tiene once servicios (ya que la mayoría hacen el recorrido completo, Ballester-Zárate), con frecuencia de una hora y media. 
Además es una estación intermedia del servicio de larga distancia entre Retiro y Rosario Norte, que posee una frecuencia diaria.

## Toponimia
La estación, al igual que la ciudad de Zárate deben su nombre al propietario de los campos de la zona, el español Gonzalo de Zárate.